# Erskine Hamilton Childers
Erskine Hamilton Childers (Londres, 11 de diciembre de 1905-Dublín, 17 de noviembre de 1974) fue un político irlandés del Fianna Fáil que se desempeñó como cuarto presidente de Irlanda desde junio de 1973 hasta noviembre de 1974. Es el único presidente irlandés que murió en el cargo. También se desempeñó como Tánaiste de la República de Irlanda en 1969, ministro de Salud de 1969 a 1973, ministro de Transporte y Energía de 1959 a 1969, ministro de Correos y Telégrafos de 1951 a 1954 y de 1966 a 1969, ministro de Tierras de 1957 a 1959 y Secretario Parlamentario del ministro de Gobierno Local y Salud Pública de 1944 a 1948. Se desempeñó como Teachta Dála (TD) de 1938 a 1973.
Su padre Robert Erskine Childers fue un líder republicano irlandés y autor del thriller de espionaje El Enigma de las Arenas (The Riddle of the Sands), considerada una de las primeras novelas de espías. Robert Erskine militó en el bando anti-tratado durante la guerra civil irlandesa, y fue ejecutado por ello. 

## Biografía
Childers nació en Embankment Gardens, Westminster (Londres), en una familia protestante, originaria de Glendalough, condado de Wicklow , Irlanda. Aunque también nació en Inglaterra, su padre, Robert Erskine Childers, tenía una madre irlandesa y había sido criado por un tío en el condado de Wicklow, y después de la Primera Guerra Mundial llevó a su familia a vivir allí. Su madre, Molly Childers , era una bostoniana cuyos antepasados llegaron en el Mayflower. Robert y Molly más tarde surgieron como prominentes y francos oponentes republicanos irlandeses del acuerdo político con Gran Bretaña que resultó en el establecimiento del Estado Libre Irlandés.
Childers se educó en la Escuela Gresham, Holt (Norfolk). En 1922, cuando Childers tenía dieciséis años, su padre fue ejecutado por el nuevo Estado Libre Irlandés bajo cargos de inspiración política de posesión de armas. La pistola con la que se le había encontrado se la había dado Michael Collins. Antes de su ejecución, en un espíritu de reconciliación, el mayor de los Childers obtuvo una promesa de su hijo de buscar y estrechar la mano de cada hombre que hubiera firmado su sentencia de muerte.
Después de asistir al funeral de su padre, Childers regresó a Gresham's, y dos años más tarde asistió al Trinity College (Cambridge), donde estudió historia.
Childers se casó con Ruth Ellen Dow en 1925. Tuvieron cinco hijos, Ruth Ellen Childers, nacida en julio de 1927, Erskine , nacido en marzo de 1929, seguido por Roderick Winthrop Childers en junio de 1931 y, en noviembre de 1937, hijas gemelas, Carainn y Margaret Osgood Childers.
Después de la muerte de Dow en 1950, Childers se casó nuevamente, en 1952, con Rita Dudley, una católica.  Juntos tuvieron una hija, Nessa, quien es exmiembro del Parlamento Europeo y consejera del condado.
A Childers le sobrevivieron los hijos de ambos matrimonios. Su segunda esposa, Rita Dudley, falleció el 9 de mayo de 2010.

## Trayectoria
Después de terminar su educación, Childers trabajó durante un tiempo para una junta de turismo en París. En 1931, Éamon de Valera lo invitó a trabajar para el periódico recientemente fundado por De Valera, The Irish Press en Dublín, donde Childers se convirtió en gerente de publicidad. Se convirtió en ciudadano irlandés naturalizado en 1938. Ese mismo año, fue elegido diputado del Fianna Fáil por el distrito electoral de Athlone-Longford. Siguió siendo miembro de la Dáil Éireann hasta 1973, cuando renunció para convertirse en presidente de Irlanda. 
Cuando el expresidente de Irlanda Douglas Hyde, que era protestante, murió en 1949, la mayoría de los políticos de alto rango no asistieron al funeral en el interior de la catedral de San Patricio, sino que se quedaron fuera. Las excepciones fueron Noël Browne, el ministro de Salud, y Childers, otro protestante.
Childers se unió al gabinete en 1951, como ministro de Correos y Telégrafos en el gobierno de De Valera. Luego sirvió como ministro de Tierras en el gabinete de De Valera de 1957-59. En 1959, el nuevo Taoiseach Seán Lemass lo nombró inicialmente ministro de Tierras, antes de nombrarlo para el puesto recién creado de ministro de Transporte y Energía. Sirvió en ese puesto hasta 1969, en combinación con su anterior puesto de ministro de Correos y Telégrafos desde 1966 bajo Jack Lynch. En 1969, fue nombrado Tánaiste y ministro de Salud en 1969.
El período de Childers como ministro fue controvertido. Un comentarista describió su carrera ministerial como "espectacularmente fracasada". Otros elogiaron su disposición a tomar decisiones difíciles. Se manifestó abiertamente en contra de Charles Haughey, tras la Crisis de las Armas de 1970,  cuando Charles Haughey y Neil Blaney, ambos destituidos del gobierno, fueron enviados a juicio en medio de acusaciones de un complot para importar armas para el IRA Provisional. En el juicio de armas que siguió, se retiraron los cargos contra Blaney y Haughey y los otros presuntos conspiradores fueron declarados inocentes. Blaney afirmó que el gobierno de entonces conocía el plan, mientras que Haughey lo negó.

## Presidente de Irlanda

### Campaña
En las elecciones presidenciales de 1966 , el diputado del Fine Gael Tom O'Higgins había quedado a 11.000 votos (1%) de derrotar a De Valera; en las elecciones de 1973 fue de nuevo el candidato del Fine Gael y se esperaba ampliamente que ganara. Childers fue nominado por el Fianna Fáil a instancias de De Valera, quien presionó a Jack Lynch en la selección del candidato presidencial. En la campaña electoral, su popularidad personal resultó enorme y, en un revés político, Childers fue elegido cuarto presidente de Irlanda el 30 de mayo de 1973, derrotando a O'Higgins por 635.867 (52%) votos contra 578.771 (48%).

### Presidencia
Childers fue investido presidente de Irlanda. Prestó juramento en irlandés con cierta renuencia. Su acento de Oxbridge, muy característico, le dificultaba la pronunciación del irlandés, por lo que se le escribió fonéticamente en una gran pizarra para que le resultara más fácil. Childers, a pesar de tener 67 años, rápidamente se ganó una reputación como un presidente vibrante y extremadamente trabajador, y se volvió muy popular y respetado. Sin embargo, tuvo una relación tensa con el gobierno en el poder, liderado por el Taoiseach Liam Cosgrave de Fine Gael. Childers había hecho campaña en una plataforma para hacer que la presidencia fuera más abierta y práctica, lo que Cosgrave vio como una amenaza para su propia agenda como jefe de Gobierno. Se negó a cooperar con la primera prioridad de Childers al asumir el cargo, el establecimiento de un grupo de expertos dentro de Áras an Uachtaráin, para planificar el futuro del país. Childers consideró renunciar a la presidencia, pero el ministro de Asuntos Exteriores de Cosgrave, Garret FitzGerald, lo convenció de permanecer. Sin embargo, Childers permaneció alejado del gobierno; mientras que anteriormente, los presidentes habían sido informados por el Taoiseach una vez al mes, Cosgrave informó al presidente Childers y su sucesor, Cearbhall Ó Dálaigh, en promedio una vez cada seis meses.
Aunque frustrada por la falta de poder que tenía en el cargo, la hija de Childers, Nessa, cree que desempeñó un importante papel "entre bastidores" en la pacificación de Irlanda del Norte, informando que el ex primer ministro de Irlanda del Norte, Terence O'Neill, se reunió en secreto con su padre en Áras an Uachtaráin en al menos una ocasión.

## Muerte
Al no poder transformar la presidencia como deseaba, Childers concentró su energía en una apretada agenda de visitas oficiales y discursos, lo que le resultó físicamente agotador.
El 17 de noviembre de 1974, durante una conferencia con los psiquiatras del Real Colegio de Médicos de Dublín, Childers sufrió un paro cardíaco repentino que le hizo quedar tendido de lado y ponerse azul antes de desplomarse de repente. Fue declarado muerto ese mismo día en el Hospital Universitario Mater Misericordiae.
Al funeral de estado de Childers, celebrado en la catedral de San Patricio de Dublín, asistieron su predecesor presidencial, Éamon de Valera, y líderes mundiales, entre ellos el conde Mountbatten de Birmania (en representación de la reina Isabel II), el primer ministro británico Harold Wilson y el líder de la oposición británica Edward Heath, así como jefes de Estado de Europa y otros países. Fue enterrado en los terrenos de la iglesia de Derralossary de la Iglesia de Irlanda, en Roundwood, en el condado de Wicklow.

## Sucesión
La viuda de Childers, Rita Childers, compartía la popularidad personal generalizada de su difunto esposo. Tras su muerte, cuando emitió un comunicado de prensa pidiendo que la nación mantuviera el cargo por encima de la política a la hora de elegir un sucesor, Cosgrave reaccionó sugiriendo al líder de la oposición, Jack Lynch, que nombraran a la señora Childers como presidenta por aclamación. Lynch acordó cuatro días después de la muerte de Childers llevar la sugerencia a su partido. Sin embargo, cuando los miembros del Fine Gael de Cosgrave revelaron el plan a la prensa por iniciativa propia, Lynch, creyendo que a su partido Fianna Fáil se le estaba negando una voz pública en la decisión, le retiró su apoyo.  En cambio, todos los partidos acordaron nominar al exfiscal general y presidente del Tribunal Supremo, Cearbhall Ó Dálaigh, como sucesor de Childers, quien fue elegido sin oposición.